# ヴァシリーサ・メレンティエヴァ
ヴァシリーサ・メリェーンチエヴァ（ロシア語: Васили́са Меле́нтьева / Vasilisa Melent'eva, 生没年不詳）は、イヴァン4世の6番目の皇妃（ツァリーツァ）。
初めメレンチー＝イヴァーノフという姓の下級貴族（書記官か）と結婚し、夫との間にフョードルとマリヤという子供をもうけたらしい。リヴォニア戦争に従軍した夫が戦死した後は寡婦として暮らしていたが、1576年にツァーリの妃に選ばれた。先夫の子供たちには1500デシチャーナの世襲領地が下賜されたという。イヴァン雷帝は、ヴァシリーサが美人で優しい性格であると認めていながらも、結婚から数ヶ月後に彼女とデヴレチョフ（Devletev）という貴族が密通している現場を見つけてしまう。イヴァン雷帝は、愛人が串刺しにされるところをヴァシリーサに見せ付けた上、更なる罰として、彼女を修道院に生き埋めにしたと言われる。ただし、修道院に追放されただけだとする説もある。

## 参考資料
- Troyat, Henri Ivan le Terrible. Flammarion, Paris, 1982
- de Madariaga, Isabel Ivan the Terrible. Giulio Einaudi editore, 2005
- R.G.スクルィンニコフ著 / 栗生澤猛夫訳『イヴァン雷帝』成文社 1994年